# Гузенбург
Гузенбург (нем. Gusenburg) — община в Германии, в земле Рейнланд-Пфальц. 
Входит в состав района Трир-Саарбург. Подчиняется управлению Хермескайль.  Население составляет 1123 человека (на 31 декабря 2010 года). Занимает площадь 7,36 км².